# Propria Cures

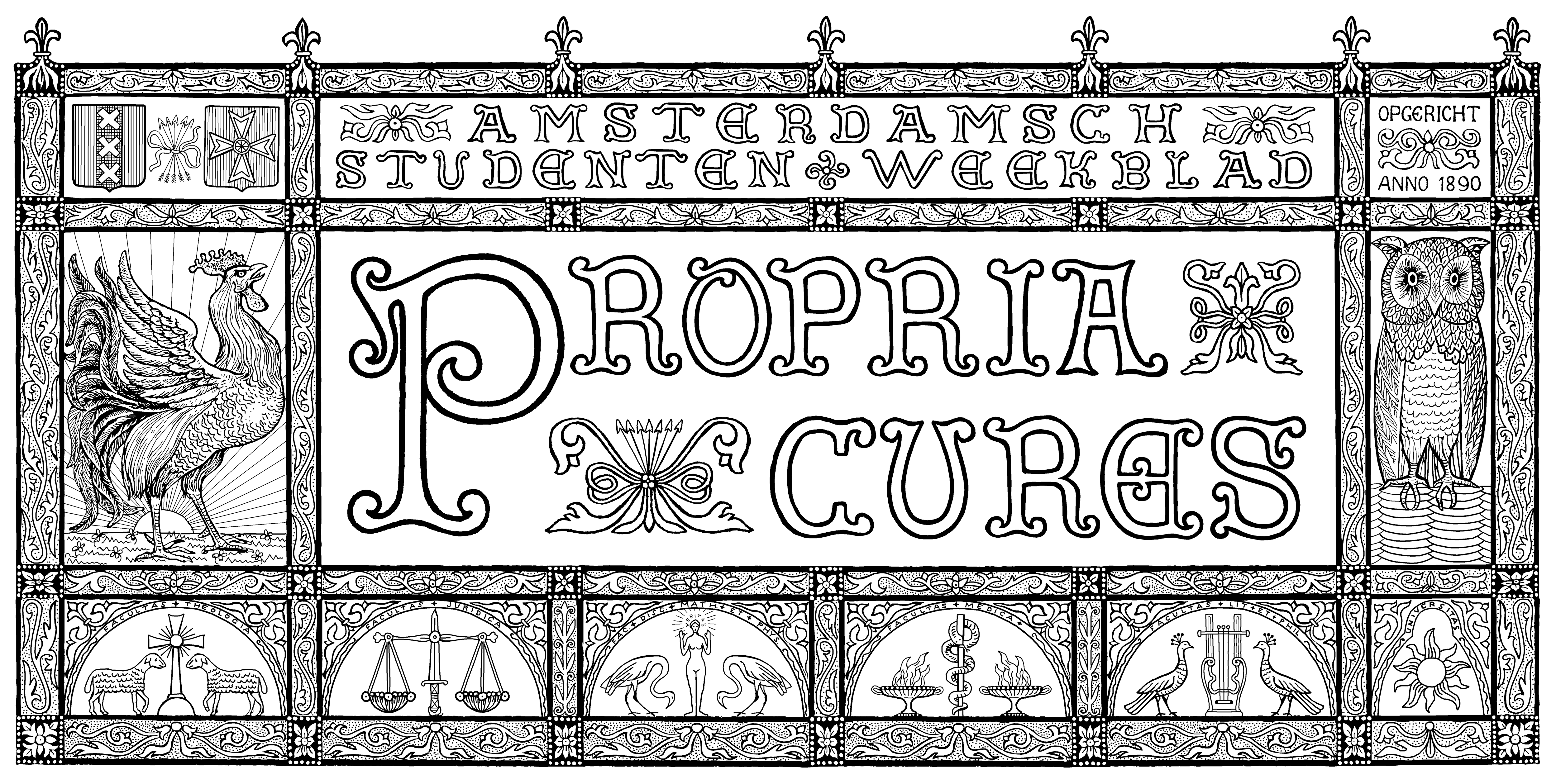
De zogeheten ‘sarcofaag’, de header van Propria Cures, zoals die bovenaan de papieren editie verschijnt.

Propria Cures (Latijn voor: 'zorg voor je eigen zaken'), afgekort PC, is het oudste studentenblad van Nederland. Het blad is in 1890 opgericht door kritische leden van het Amsterdamse studentencorps en de toon is vaak satirisch en tegendraads. De redactie is gevestigd in Amsterdam. Hoofdonderwerpen zijn de hedendaagse literatuur en verder alles wat jonge lezers in het algemeen en de redactie van het moment in het bijzonder bezighoudt. De redactie vult zichzelf aan uit de lezerskring. Een redacteur blijft meestal ongeveer twee jaar aan. Anno 2025 bestaat de redactie uit Alexandra Philippa, Willem Fintelman, Mats Meeus en Ivar Staal.

## Geschiedenis
Het blad werd tussen 1890 en 1970 uitgegeven door J. Clausen. Tussen 1945 en 1970 had de studentenvereniging ASVA een collectief abonnement op het weekblad voor haar leden. Sinds 1970 is PC een uitgave van de Stichting Propria Cures, waarvan het bestuur wordt gevormd door oud-redacteuren. In 2005 ging PC een samenwerkingsverband aan met uitgeverij Nieuw Amsterdam. Het blad geldt als een vrijplaats in de Nederlandse literatuur. Vanaf zijn oprichting op 21 januari 1890 tot op de dag van vandaag is Propria Cures een forum voor vrijdenkers, bohemiens en jonge schrijftalenten. In april 1941 werd het blad door de Duitse bezetter verboden, in juni 1945 was PC terug.
Vanaf het begin werden de Vijftigers uitermate kritisch bejegend, vanaf zijn debuut in 1952 werd Harry Mulisch belachelijk gemaakt. Later werd Joost Zwagerman hard aangevallen.
Tussen oktober en december 2011 bestond de redactie van Propria Cures voor het eerst in haar 122-jarig bestaan uit meer vrouwen dan mannen. Dit werd gevierd met het 'Groot Feministies Themanummer', met bijdragen van onder anderen Cisca Dresselhuys, Yvonne Kroonenberg en oud-redacteuren Beatrijs Ritsema en Mensje van Keulen.

## Incidenten en incidentjes
Zaken die nergens anders gezegd mogen of kunnen worden, worden in Propria Cures gepubliceerd. Dat leidt regelmatig tot opschudding. Zo werd in 1958 redacteur Herbert Leupen ontvoerd en gemolesteerd door rooms-katholieke studenten uit Delft na een kritisch artikel bij de dood van de omstreden paus Pius XII ('In de grond niet zo slecht'). De katholieke studenten kregen een boete van 50 gulden.
Propria Cures is als een van de weinige tijdschriften na de oorlog door justitie vervolgd wegens godslastering: in 1965 werd Jezus Christus een 'door actieve zelfstudie opgeklommen timmermanszoon' genoemd; de boete bedroeg 100 gulden. In 1975 weigerde de drukker een tekening van Aat Veldhoen te publiceren waarin minister-president Joop den Uyl geslachtsgemeenschap had met koningin Juliana. Propria Cures verscheen met twee lege pagina's. Een week later bleek een andere drukker bereid de tekening alsnog te drukken.
In 1992 plaatste Propria Cures een montagefoto van de schrijver Leon de Winter liggend in een massagraf, omdat de toenmalige redactie van mening was dat De Winter te zeer zijn joodse achtergrond exploiteerde. Propria Cures werd veroordeeld tot een schadevergoeding van 10.000 gulden en het plaatsen van een rectificatie.
In augustus 2008 was Propria Cures opnieuw in opspraak, dit keer omdat de redactie een interview publiceerde met de anus van televisiepresentator Albert Verlinde. Het artikel (en een cartoon van Fokke & Sukke) werd in Leiden niet op prijs gesteld. El Cid, de commissie die de introductieweek van Leiden verzorgt, besloot daarop Propria Cures niet uit te reiken aan de eerstejaarsstudenten. RTL-presentator Albert Verlinde zelf kon er wel om lachen en vond de censuur van Leiden overdreven.
In mei 2010 was Propria Cures in het nieuws nadat enkele redacteuren drie vuilniszakken hadden gestolen van het erf van Jan Dijkgraaf, op dat moment hoofdredacteur van HP/De Tijd. De diefstal was revanche tegen Dijkgraaf, die een week daarvóór samen met Marc van der Linden het — eenmalig bij Audax verschenen — politieke roddelblad Binnenhof had samengesteld, waarvoor de vuilniszakken van enkele politici doorzocht waren. Onder andere werden de (negatieve) zwangerschapstest van de vrouw van Alexander Pechtold en een brief aan de ouders van de spijbelende dochter van André Rouvoet gepubliceerd. "De actie van Dijkgraaf getuigt van geen enkele vorm van goede smaak", aldus de PC-redactie, "Echt iets voor ons dus".
In januari 2022 verscheen in Propria Cures een artikel over Lennart Booij en diens aanstelling als kwartiermeester voor de 750ste verjaardag van Amsterdam. Er werd onder meer op gewezen dat Booij jaarlijks €145.200 zou verdienen en als de aanstelling langer zou duren, zou het boven de €214.000 komen, op welk punt een aanbestedingsprocedure moet worden opengesteld. De opdracht van Booij werd naar aanleiding van het artikel per 1 februari gestopt. Burgemeester Femke Halsema wierp de verdachtmaking van vriendjespolitiek, die in het artikel eveneens werd gesuggereerd, verre van zich: “Daar ben ik diep door geraakt. (...) Daar is geen aanwijzing voor, behalve dat ik Booij ken.”
In september 2023 was Propria Cures in opspraak vanwege een doodsbedreiging aan het adres van politicus Pieter Omtzigt. Onder de titel 'Dit is geen grap' beschreef de PC-redacteur op humoristische wijze hoe ze Omtzigt zou vermoorden: 'Ik ga Pieter Omtzigt vermoorden. Ik ga hem overrijden met een Peugeot 205. Ik ga novitsjok door zijn boerenjongens roeren en boerenjongens door z’n novitsjok.' Op X (sociaalnetwerksite) schreef Omtzigt dat 'niet grappig en ook geen geslaagde satire' te vinden; in een reactie noemde Propria Cures het 'wel geslaagde satire'.
In januari 2025 kreeg Propria Cures media-aandacht om een dispuut met de Universiteit van Amsterdam. Op de faculteiten daarvan lagen de blaadjes van oudsher in tijdschriftenbakken voor studenten om gratis mee te nemen. Nadat medewerkers van de UvA deze blaadjes hadden weggegooid, plaatste Propria Cures de volledige naam en foto van een van die medewerkers, en beschreef die onder andere als 'een wandelende pot Nivea-handcrème' en 'gestileerde zeekoe'. Daarna besloot het College van Bestuur de verspreiding van Propria Cures op de UvA-campus te verbieden. Medio 2025 schreef Folia dat Propria Cures in de nasleep van de aandacht een stijging in abonnee's van zo'n 30 procent heeft genoteerd, van 3040 tot 3981.

## Bal der Geweigerden
Tijdens de boekenweek 2006 was er op 14 maart in Paradiso de derde aflevering van Het Bal der Geweigerden. 
Ter herdenking daarvan werd een geschenkboekje (niet beschikbaar in de boekhandel) gemaakt in een oplage van 2000 exemplaren, getiteld: Nasmaak: Het eerste ochtendmaal met Propria Cures & Ex-Pornstar.

## Oud-PC-redacteuren (selectie)
Dankzij de kritische toon bracht Propria Cures meer essayisten, recensenten en columnisten (en cabaretiers) voort dan romanciers en dichters. Naast de vaste redacteuren werken sinds het begin van de jaren zeventig diverse personen korte tijd mee als gastredacteur. Vele Nederlandse schrijvers maakten ooit deel uit van de redactie of hebben in Propria Cures geschreven. Het kwam sinds 1890 diverse malen voor dat familieleden redacteur van Propria Cures werden. Voorbeelden van vader en zoon zijn: George van den Bergh en Hans van den Bergh, en P.J.S. Cramer en J.S. (Mars) Cramer. Twee broers: C.T. (Carel) Kortenhorst en L.G. (Rad) Kortenhorst en Jaap van Heerden en Peter van Heerden. Vader en dochter: Vic van de Reijt en Fanny van de Reijt.
- C.S. Adama van Scheltema (1898-1899)
- George van den Bergh (1911-1912)
- Hans van den Bergh (1953-1955)
- Frits Bolkestein (1957)
- Godfried Bomans (1938-1939)
- Piet Borst (1954-1957)
- Hugo Brandt Corstius (1957-1959)
- Menno ter Braak (1924-1925)
- Chantal van Dam (1974-1976)
- Jan Donkers (1965-1966)
- Jan Eijkelboom (1954-1956)
- Beau van Erven Dorens (1996-1998)
- Rinus Ferdinandusse (1958-1961)
- H.A. Gomperts (1936-1938)
- Joop Goudsblom (1955-1957)
- Jan Pieter Guépin (1952-1953)
- Hella Haasse (1940)
- Jaap van Heerden (1962-1964)
- Dick Hillenius (1950-1952)
- Theodor Holman (1979-1982)

- Loe de Jong (1936-1937)
- Mensje van Keulen (1970-1973)
- Wim Klooster (1957)
- Koen Koch (1970-1972)
- Rad Kortenhorst (1907-1908)
- Tim Krabbé (1971-1973)
- Huib van Krimpen (1938-1941)
- Robert Loesberg (1973-1974)
- Guus Luijters (1969-1971)
- Emiel van Moerkerken (1950)
- Erik van Muiswinkel (1982-1984)
- Martinus Nijhoff (1914-1915)
- Aad Nuis (1955-1957)
- Bob Polak (1973-1975)
- Jacques Polak (1935-1936)
- Nina Polak (2009-2012)
- Nicolaas Posthumus (1900-1901)
- Harry Prenen (1940)
- Vic van de Reijt (1979-1981)

- Beatrijs Ritsema (1980-1983)
- Richter Roegholt (1948-1951)
- Renate Rubinstein (1955-1957)
- Tijn Sadée (1992-1995)
- Ivo Schöffer (1945-1947)
- J. Slauerhoff (1919-1920)
- Peter Smit (1982-1984)
- Jelte Sondij (2007-2009)
- Theo Sontrop (1956-1959)
- Henk Spaan (1972-1975)
- Abram de Swaan (1963-1966)
- Joop van Tijn (1959-1961)
- Marcel Verreck (1987-1990)
- Peter Verstegen (1960-1962)
- Hans Vervoort (1966-1968 en 1970)
- Hein van Wijk (1929)
- Isaäck van Wijk (1976-1979)
- David Wijnkoop (1900)
- Elisabeth Zernike (1915-1917)
- Hajo Zwager (1948-1949)

## PC-tekenaars na 1945 (selectie)
- Bob Smalhout
- Peter Vos
- Bernard Willem Holtrop
- Theun de Winter
- Mensje van Keulen
- AnoNe
- Fokke & Sukke
- Gabriël Kousbroek